# Mario Marques
Mario Marques, född 15 maj 1909, var en friidrottare från Brasilien. Han deltog vid olympiska sommarspelen 1932.